# Synchita fuliginosa
Synchita fuliginosa är en skalbaggsart som beskrevs av Melsheimer 1846. Synchita fuliginosa ingår i släktet Synchita och familjen barkbaggar. Inga underarter finns listade i Catalogue of Life.